# Carlsbad (Kalifornija)
Carlsbad je grad u američkoj saveznoj državi Kalifornija. Prema popisu stanovništva iz 2010. u njemu je živjelo 105,328 stanovnika.